# NGC 4693
NGC 4693 (również PGC 43141 lub UGC 7962) – galaktyka spiralna (Scd), znajdująca się w gwiazdozbiorze Smoka. Odkrył ją William Herschel 7 kwietnia 1793 roku.